# Testudinoidea
Testudinoidea – nadrodzina żółwi z podrzędu żółwi skrytoszyjnych.

## Systematyka
Badanie przeprowadzone w 2021 roku wykazało, że klad jest podzielony na dwie istniejące grupy: Testuguria, zawierająca batagurowate i żółwie lądowe, oraz Emysternia, zawierająca żółwie błotne i wielkogłowowate. Wymarła rodzina Lindholmemydidae, dawniej klasyfikowana do Testudinoidea, może należeć do grupy koronnej Testudinoidea, chociaż nie ma na to jeszcze wystarczających dowodów.
- Pantestudinoidea
  - †Lindholmemydidae?
  - Testudinoidea
    - †Wutuchelys
    - †Haichemydidae
    - †Sinochelyidae
    - Testuguria
      - Geoemydidae (batagurowate)
      - Testudinidae (żółwie lądowe)

    - Emysternia
      - Emydidae (żółwie błotne)
      - Platysternidae (żółwie wielkogłowowate)